# Новаесов ћелави уакари
Новаесов ћелави уакари (лат. Cacajao calvus novaesi) је подврста ћелавог уакарија, врсте примата (Primates) из породице Pitheciidae. 

## Распрострањење
Ареал подврсте је ограничен на гранично подручје Перуа и Бразила.

## Угроженост
Ова подврста се сматра рањивом у погледу угрожености од изумирања.